# Universiteit van Bazel
De Universiteit van Bazel (Duits: Universität Basel, Latijn: Universitas Basiliensis ) is de oudste universiteit van Zwitserland (opgericht in 1460), gesitueerd in de stad Bazel. Het wordt beschouwd als een van de geboorteplaatsen van het Europese humanisme vanwege de intellectuele erfenis van Desiderius Erasmus, die hier werkte.
In de 19e eeuw was naast de kunsthistoricus Jacob Burckhardt een van de beroemdste mensen die aan de universiteit doceerde de filosoof en dichter Friedrich Nietzsche (hoogleraar Griekse taal- en letterkunde). Tot op heden hebben in totaal tien Nobelprijswinnaars en twee Zwitserse bondspresidenten aan de universiteit gestudeerd of lesgegeven.

## Geschiedenis
De universiteit van Bazel werd in 1460 opgericht, na pauselijke goedkeuring, door prins-bisschop Jan V van Venningen. De oprichting was een uitloper van een aanbeveling van het Concilie van Bazel. De akte van oprichting werd in een pauselijke bul door paus Pius II op 12 november 1459 uitgevaardigd, en de officiële opening vond plaats op 4 april 1460. Oorspronkelijk had de universiteit van Bazel vier faculteiten, namelijk die van de letteren, de geneeskunde, de theologie en van de rechten. De letterenfaculteit gold tot 1818 als basis voor de drie andere academische faculteiten.
In de loop der eeuwen kwamen veel geleerden naar de universiteit. Al snel na de oprichting werd Bazel een van de belangrijkste centra van de boekdrukkunst en van het humanisme. Ongeveer gelijktijdig met de universiteit zelf werd ook de universiteitsbibliotheek van Bazel opgericht. Tegenwoordig bestaat de collectie uit meer dan drie miljoen boeken en geschriften en is het de grootste bibliotheek in Zwitserland.
Belangrijke wetenschappers die met de universiteit van Bazel verbonden zijn geweest zijn Erasmus, Paracelsus, Daniel Bernoulli, Jacob Burckhardt, Leonhard Euler, Friedrich Nietzsche, Eugen Huber, Carl Jung, Karl Barth, Oscar Cullmann en Hans Urs von Balthasar.
Na een beslissing van de Regeringsraad van Basel-Stadt werd Emilie Louise Frey op 21 april 1890 de eerste vrouwelijke student aan de Universiteit van Bazel, en dat tegen de zin van de meerderheid van het onderwijzend personeel van de universiteit.
Ter gelegenheid van haar 500-jarig bestaan gaf de universiteit opdracht aan Benjamin Britten voor een werk, Cantata academica was het resultaat. De uitvoering vond plaats op 1 juli 1960.

## Organisatie

### Faculteiten
- Theologie
- Rechten
- Medicijnen
- Menswetenschappen
- Natuurwetenschappen
- Zaken en economie
- Psychologie

#### Overig
- botanische tuin van de Universiteit van Bazel

## Eredoctoraten
Onder meer volgende personen verkregen een eredoctoraat aan de Universiteit van Bazel:
- 1992: Valentine Lenoir-Degoumois (1920-2000), juriste[4]